# Georges Rouquier

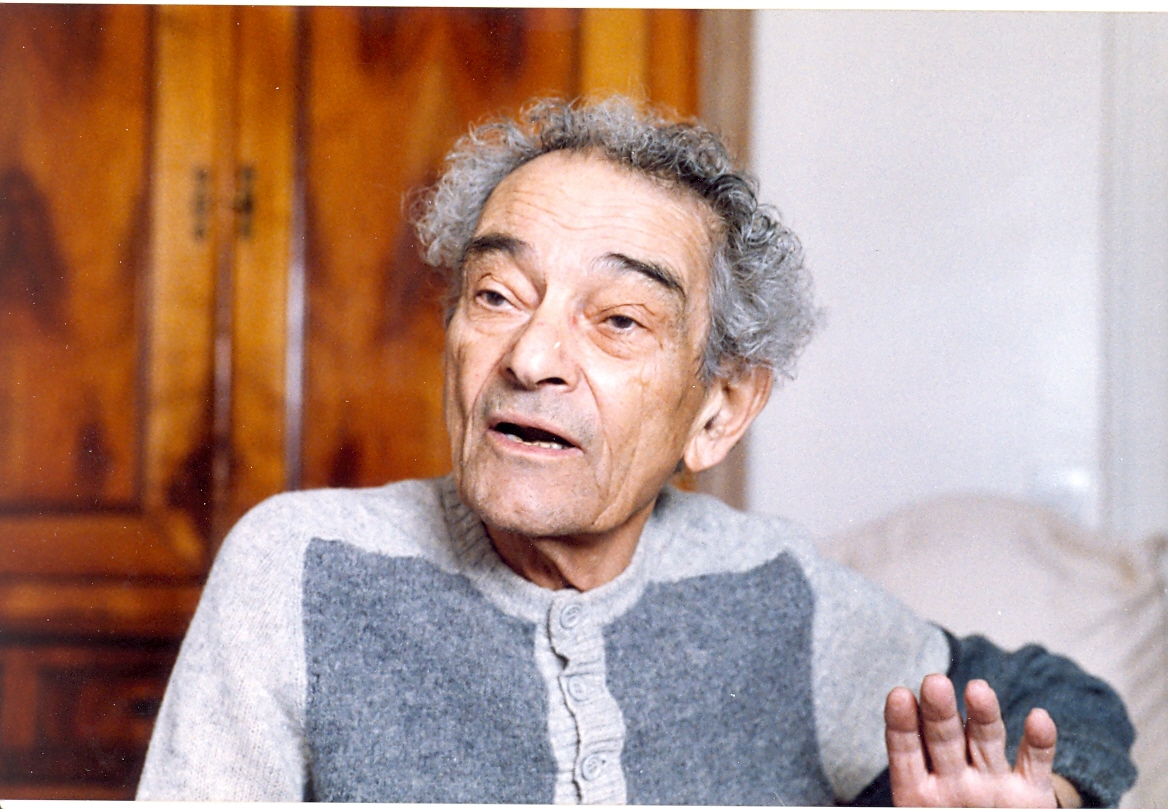
Georges Rouquier (1984)

Georges Rouquier (* 23. Juni 1909 in Lunel-Viel, Frankreich; † 19. Dezember 1989 in Paris) war ein französischer Dokumentarfilm-Regisseur, Drehbuchautor und Gelegenheitsschauspieler.

## Leben
Rouquier hatte eine Ausbildung zum Buchdrucker und Linotypisten erhalten. Als Verehrer der Arbeiten von Charlie Chaplin, Sergej Eisenstein, Robert J. Flaherty und Alexander Dowschenko interessierte er sich frühzeitig für die Filmkunst. Erst während der deutschen Besatzungszeit begann Rouquier kontinuierlich zu drehen, seine erste Arbeit unmittelbar nach der Befreiung, Farrebique, brachte den endgültigen Durchbruch. Erzählt wurde dort das Leben einer im Zentralmassiv (in Aveyron) ansässigen Bauernfamilie im Laufe eines gesamten Jahres, mit all den Alltäglichkeiten, Nöten und Freuden einfacher Landmenschen sowie dem Wechsel der Jahreszeiten als lyrischer Erzähl- und Gestaltungsrahmen. Für diese Meisterleistung erhielt der Schöpfer des Werks 1946 den Großen Preis der Internationalen Filmkritik.
Trotz fulminanter Kritiken gelang Rouquier in der Folgezeit nicht annähernd ein ähnlich großer Wurf, auch wenn seine anderen Werke durchaus ihren Charme besaßen und bisweilen wohlwollend aufgenommen wurden. Ausflüge zum Kinospielfilm in den 1950er Jahren bzw. als Schauspieler vor die Kamera im Jahre (darunter zwei Auftritte 1968 in Jagd auf Jeff und Z) erfuhren kaum Resonanz. Erst sein letztes Werk Biquefarre, eine sehr späte Fortsetzung von Farrebique, fand wieder großes Interesse in der Öffentlichkeit und brachte dem nunmehr 74-jährigen Filmemacher, der zuletzt fast nur noch für das Fernsehen gearbeitet hatte, den Großen Spezialpreis der Jury bei den Filmfestspielen von Venedig ein.

## Filmografie
- 1929: Vendanges (Kurzfilm, auch Produktion und Kamera)
- 1942: Le tonnelier
- 1942: Der Wagner (Le charron) (Kurzfilm, auch Drehbuch)
- 1943: La part de l’enfant (Kurzfilm)
- 1943: L’èconomie des métaux (Kurzfilm)
- 1946: Farrebique (Farrebique) (auch Drehbuch)
- 1947: L’œuvre scientifique de Pasteur (Co-Regie bei Kurzfilm)
- 1949: Le chaudronnier (Kurzfilm)
- 1950: Salzige Erde (Le sel de la terre) (Kurzfilm)
- 1950: Le lycée sur la colline (Kurzfilm)
- 1952: Un jour comme les autres (Kurzfilm)
- 1922: Mina de Vanghel (nur Co-Drehbuch bei Spielfilm)
- 1953: Malgovert (Co-Regie bei Kurzfilm)
- 1953: Feuriges Blut -- wilde Leidenschaft (Sang et lumière) (Spielfilm)
- 1954: Das Wunder von Lourdes (Lourdes et ses miracles)
- 1955: Arthur Honegger (Kurzfilm)
- 1955: La bête noire (Kurzfilm)
- 1957: Le sabotier du Val de Loire (nur Co-Produktion bei Kurzfilm)
- 1957: SOS Noronha (Spielfilm, auch Co-Drehbuch)
- 1958: Une belle peur (Kurzfilm)
- 1960: Le bouclier (Kurzfilm, auch Drehbuch)
- 1953: Sire le Roy n’a plus rien (Kurzfilm)
- 1977: Le Maréchal-Ferrant (Kurzfilm)
- 1983: Biquefarre (auch Drehbuch)